# Tony Rosado
Víctor Agustín Rosado Adanaqué (Talara, 28 de agosto de 1958), conocido artísticamente como Tony Rosado, es un cantante y emprendedor peruano. Es el vocalista principal de su propia banda Tony Rosado e Internacional Pacífico, donde se caracteriza por el controversial uso de lenguaje soez.

## Carrera musical

### Inicios
Su carrera artística empezó cuando, adolescente aún, participó en un concurso de canto de su colegio, cantando el tema Maribel del cantante Homero, esta actuación le sirvió al cantante para recibir de sobrenombre de "El Homero Piurano".
En 1979, ingresa a la orquesta Los Blanders (actual Armonía 10), en donde realizó distintos materiales discográficos. Exceptuando Armonía 10, ha estado en distintas orquestas como Agua Marina y Miel de Abeja por 4 años.
Su primer LP lo graba el año de 1980 bajo el sello de la desaparecida disquera INFOPESA, inmortalizando temas como "Cantinero de Piura", "Suspiros" y "Gracias".

### Internacional Pacífico
Luego de grabar en siete long play, en 1996, decide retirarse de Armonía 10. El mismo año de su retiro, funda la orquesta Tony Rosado e Internacional Pacífico en el Asentamiento Humano 18 de Mayo.
Con motivo del éxito de su tema «No me olvidarás», la orquesta anunció una gira musical por Chile para finales del año 2013.
En agosto de 2021, participa en la segunda edición del Festival Reactívate, localizado en Arena Perú, en el marco de la reactivación de actividades culturales presenciales tras la pandemia de COVID-19. El festival reunió a otros artistas como Corazón Serrano, Libido, We The Lion y Hermanos Yaipén.

## Participación en otros ámbitos
En 2013, el programa Yo soy incluyó a Edson Marchán como imitador de Tony Rosado. Más tarde se presentó con él.
El 5 de mayo de 2021, publica su primer video en TikTok, bajo el nombre de usuario "tonyrosadoperu". Allí publica casualmente videos relacionados con el desamor y sus típico lenguaje soez que lo caracteriza.
En julio de 2021, inaugura un centro de lavado de automóviles en Piura.

## Vida personal
Es el noveno de trece hermanos.
A sus 16 años en la secundaria, participó en un concurso escolar, en donde cantó la canción «Maribel», de Homero. Esta actuación le sirvió para que fuera apodado como el Homero Piurano. En Lima, estudia una carrera técnica, obteniendo el título de bachiller en electricidad.
Según Rosado, las letras sobre mujeres es la culpa de su primera esposa; "Me regresé a Piura cuando tenía 21 años y conocí a una mujer, me casé con ella y tuve un hijo. Un día fuimos a trabajar a Tumbes con Armonía 10, llovió y nos regresamos. ... Llegué a mi casa calladito y la encontré a ella con mi vecino. Desde ahí comenzó mi historia."
Diez años después, contrajo matrimonio con Susan Pachecho en 1989.
En 2024, Tony le pidió a su esposa renovar sus votos tras 25 años de casados.

## Controversias

### Acusaciones de machismo
Según las revista académica Frontiers in Sociology, Rosado usa lenguaje soez, a veces con elementos de machismo y sexismo, con la revista indicando "Las presentaciones musicales de Rosado tienen largas introducciones que aluden a un machismo agresivo." Las letras de Rosado han derivado en investigaciones sobre la promoción de la violencia contra las mujeres, un problema de gran relevancia en Perú.
En julio de 2019, la fiscalía peruana inició una investigación preliminar por 60 días hacia Tony Rosado, por presunta agresión verbal e incitar el odio a las mujeres en sus conciertos, a petición de Walter Gutiérrez, defensor del Pueblo. En 2023 la Fiscalía abrió una nueva investigación por desnudar a una mujer durante un evento en La Pampa. En 2024, el Ministerio de la Mujer formuló una denuncia contra el cantante por acoso y agresión a una mujer en su concierto.

### Fiestas COVID
Durante el confinamiento por la pandemia de COVID-19, Rosado se vio participando en múltiples ocasiones en fiestas covid, pese a  las declaraciones de las autoridades sobre el distanciamiento social. Una de ellas a finales de junio de 2021 en el Callao, que ocasionó ser intervenido por la Policía Nacional. En octubre de aquel año, Rosado dejo de utilizar las renuncias.

## Discografía

#### Álbumes
- 2001: Lo nuevo y lo mejor
- 2002: En concierto (volumen 1)
- 2002: En concierto (volumen 2)
- 2002: Lo nuevo y lo mejor
- 2003: Full primicias
- 2003: Más primicias
- 2004: El Ruiseñor de América
- 2004: Nuevos éxitos
- 2005: Primicias
- 2010: 22 éxitos, mix parranderos
- 2017: Los Dioses del Ritmo
- 2018: El Amo y Señor de la Cumbia Romántica

## Premios y nominaciones
| Año  | Premiación     | Nominación a        | Categoría                  | Resultado | Ref.   |
| ---- | -------------- | ------------------- | -------------------------- | --------- | ------ |
| 2011 | Premios APDAYC | Él mismo            | Artista tropical masculino | Nominado  | [ 31 ] |
| 2011 | Premios APDAYC | «Corazón de piedra» | Canción del año            | Nominado  | [ 31 ] |